# Дейли, Тони
Энтони Марк Дейли (англ. Anthony Mark Daley; 18 октября 1967), более известный как Тони Дейли (англ. Tony Daley) — английский футболист, вингер. Наиболее известен по выступлениям клуб «Астон Вилла».

## Клубная карьера
Уроженец Бирмингема, Тони выступал за юношескую команду «Бирмингем Бойз», после чего стал игроком футбольной академии клуба «Астон Вилла». В основном составе «Виллы» дебютировал 20 апреля 1985 года в матче Первого дивизиона против «Саутгемптона». Провёл в бирмингемском клубе десять сезонов, сыграв в общей сложности 280 матчей и забив 38 голов. В 1994 году стал обладателем Кубка Футбольной лиги.
Летом 1994 года перешёл в «Вулверхэмптон Уондерерс» за 1,35 млн фунтов, где вновь играл под руководством Грэма Тейлора, ранее бывшего главным тренером «Астон Виллы». Из-за частых травм провёл за «волков» только 21 матч в лиге за четыре сезона.
Летом 1998 года в качестве свободного агента перешёл в «Уотфорд», где вновь играл под руководством Грэма Тейлора. Однако из-за травм провёл за команду только 12 матчей и забил 1 гол (в ворота «Бирмингем Сити» в апреле 1999 года).
Летом 1999 года в качестве свободного агента перешёл в» Уолсолл». Спустя полгода покинул команду «Форест Грин Роверс», где выступал до июля 2002 года.

## Карьера в сборной
13 ноября 1991 года дебютировал за сборную Англии в матче против сборной Польши.
Всего провёл за сборную 7 матчей.

### Матчи за сборную Англии
| № | Дата           | Стадион                               | Соперник  | Результат | Турнир                    |
| - | -------------- | ------------------------------------- | --------- | --------- | ------------------------- |
| 1 | 13 ноября 1991 | «Городской стадион», Познань          | Польша    | 1:1       | Отборочный турнир ЧЕ-1992 |
| 2 | 29 апреля 1992 | «Центральный» им. В.И. Ленина, Москва | СНГ       | 2:2       | Товарищеский матч         |
| 3 | 12 мая 1992    | «Непштадион», Будапешт                | Венгрия   | 1:0       | Товарищеский матч         |
| 4 | 17 мая 1992    | «Уэмбли», Лондон                      | Бразилия  | 1:1       | Товарищеский матч         |
| 5 | 3 июня 1992    | «Олимпийский», Хельсинки              | Финляндия | 2:1       | Товарищеский матч         |
| 6 | 11 июня 1992   | «Мальмё», Мальмё                      | Дания     | 0:0       | Евро 1992                 |
| 7 | 17 июня 1992   | «Росунда», Стокгольм                  | Швеция    | 1:2       | Евро 1992                 |

## Достижения
Астон Вилла
- Обладатель Кубка Футбольной лиги: 1994
- Вице-чемпион Англии: 1989/90, 1992/93

## После завершения карьеры игрока
В 2002 году завершил карьеру футболиста из-за травмы. После этого получил степень бакалавра в области спортивных наук в Университете Ковентри. Работал тренером по фитнесу в «Форест Грин Роверс» и в академии «Астон Виллы».
В июне 2003 года стал тренером по фитнесу в клубе «Шеффилд Юнайтед», но в августе 2007 года покинул эту должность из-за конфликта с Брайаном Робсоном. В следующем месяце стал фитнес-тренером в клубе «Вулверхэмптон Уондерерс», позднее стал главой отдела спортивной науки клуба и оставался в этой должности до мая 2017 года.